# كلير بيكر
كلير بيكر (23 نوفمبر 1885 في المملكة المتحدة - 7 ديسمبر 1947) (بالإنجليزية: Clare Baker)‏ هو لاعب كريكت بريطاني.

## وصلات خارجية
- كلير بيكر على موقع إي آس بي آن كريك إنفو (الإنجليزية)